# Ribeirão Taquaruçu (vattendrag i Brasilien, São Paulo, lat -22,62, long -51,82)
Ribeirão Taquaruçu är ett vattendrag i Brasilien.   Det ligger i delstaten São Paulo, i den södra delen av landet, 900 km sydväst om huvudstaden Brasília.
Omgivningarna runt Ribeirão Taquaruçu är en mosaik av jordbruksmark och naturlig växtlighet. Runt Ribeirão Taquaruçu är det mycket glesbefolkat, med 3 invånare per kvadratkilometer.